# 其他媒体中的X战警
X战警是一支由漫威漫画创作的超级英雄团队，他们出现在漫画书与其他媒体之中。

## 动画

### 《漫威超级英雄》
X战警在1960年代的电视连续剧《漫威超级英雄》中出现，并保持着原始的阵容（天使、野兽、独眼龙、珍·格雷与冰人），这是X战警首次亮相于动画中。由于格兰特雷-劳伦斯动画公司没有神奇四侠的版权（神奇四侠的系列由汉纳巴芭拉公司进行制作），于是他们使用X战警作为替代。在海底侠系列的《杜姆博士日/注定效忠/死亡斗争》（改编自《神奇四侠年刊 #3》（1965年））一集中，X战警也出现过。有趣的是，在那些动画中X战警从未被被称为是“X战警”。他们取而代之被称为是“和平盟友”。不过，这些角色们保持着漫画中的外表和其本身的姓名。

## 回归漫威电影宇宙
制作漫威电影宇宙的漫威影业于2009年被華特迪士尼公司收購，但無法使用X戰警或其他變種人，因為两者的電影版權当时仍屬於二十世紀福斯。2014年电影《美國隊長2：酷寒戰士》中，变种人快銀和绯紅女巫首次在漫威电影宇宙現身，但当时仍因版权问题使漫威改编了两人的角色设定。在2015年电影《复仇者联盟2：奥创纪元》上映前，迪士尼和福斯達成協議，漫威影业可以使用快銀和绯紅女巫两名角色，但不能提及他們作為變種人或萬磁王的孩子的背景，並且不能暗示他們作為复仇者聯盟成員的歷史。雖然快銀只會出現在兩部漫威电影宇宙系列電影中，但绯紅女巫將繼續成為常規角色，出現在除了她自己的同名電視劇之外還有六部電影。2017年12月14日，迪士尼宣布有意收購福斯的電影和電視工作室，這將使X戰警、驚奇4超人等漫威角色的電影版權回歸漫威影业。迪士尼时任首席執行官鮑勃·伊格爾後來确认，X戰警將與惊奇四超人和死侍一起回归MCU。2019年3月20日，迪士尼正式收购福斯，并将之改名为二十世纪影业。
2019年7月20日，在聖地亞哥動漫展期間，凱文·費吉宣布正在開發一部以變種人為中心的電影，該電影將以漫威電影宇宙為背景。當被問及這部電影是否會以X戰警命名時，費吉說“X戰警”和“變種人”這兩個詞是可以互換的，並表示MCU對該系列的制作將不同於 20世紀福斯。2022年，X教授以第一個出現在MCU中的變種人角色的身份出现在2022年電影《奇异博士2：失控多元宇宙》，他在电影中是來自838宇宙的X教授，並作為该宇宙的光明會領袖，與其他成員一起會見奇異博士並審他在多元宇宙旅行造成的伤害。2022年7月，MCU电视剧《驚奇少女》也提到了X戰警：結局“非比尋常”中，卡瑪拉·克汗朋友布魯諾其後向她解釋，與家人不同的她出現了基因突變，1992年X戰警系列的主題音樂片段突出了這一點。扮演卡瑪拉的女演員伊曼·維拉尼隨後證實了卡瑪拉是變種人的暗示，並指出這是漫畫中角色的初衷。2022年9月，在D23展览会中，漫威确定开发变种人剧集，暂名为《X战警'97》，画风将接近1997年完结的动画，并由卡爾·J·杜德、連諾·扎、喬治·布札、凱薩琳·迪雪、 克里斯·波特、克里斯多福·布里頓、切德里奇·史密斯分别回归聲演羅根／金鋼狼、安娜·瑪莉／小淘氣、亨利·「漢克」·麥考伊／野獸、琴·葛雷／鳳凰、雷米·勒博／金牌手、納撒尼爾·埃塞克斯／驚惡先生及查爾斯·賽維爾／X教授，并由曾执笔《月光騎士》的博·德梅悠担当首席编剧。